# Marco Piovanelli
Marco Piovanelli (Brescia, 7 aprile 1974) è un allenatore di calcio ed ex calciatore italiano, di ruolo centrocampista.

## Caratteristiche tecniche
Centrocampista centrale, in gioventù è stato impiegato come playmaker, mentre nel corso degli anni ha arretrato il suo raggio d'azione, trasformandosi in mediano con compiti di contenimento.

## Carriera

### Calciatore

#### Club
Cresce nel Brescia, con cui esordisce in Serie A l'8 novembre 1992 nella sconfitta per 5-1 sul campo dell'Ancona. Nella stagione successiva diventa titolare nel centrocampo delle Rondinelle allenate da Mircea Lucescu, e contribuisce con 30 presenze e 2 reti alla promozione in Serie A. Rimane anche nel campionato 1994-1995, nel quale disputa 19 partite, frenato da un lungo infortunio, e al termine della stagione, dopo la retrocessione, passa alla Lazio per 3 miliardi di lire.
Nella capitale Piovanelli gioca due stagioni da rincalzo, senza riuscire a conquistare il posto da titolare agli ordini di Zdeněk Zeman, e nel 1997 viene ceduto in comproprietà al Piacenza. Impiegato come alternativa ai titolari Scienza e Mazzola, Piovanelli non convince e finisce rapidamente ai margini della prima squadra, e a fine stagione viene riscattato alle buste dalla Lazio, che lo gira al Genoa nell'ambito del passaggio di Stefano Lombardi in biancoceleste
Con i rossoblu, impegnati nel campionato di Serie B, è inizialmente titolare, ma dopo l'avvicendamento in panchina tra Giuseppe Pillon e Luigi Cagni viene escluso dai titolari, e a gennaio viene ceduto all'Hellas Verona in cambio di Alessandro Manetti; con i veneti ottiene la promozione in Serie A disputando 10 partite. Riconfermato nella massima serie, non viene utilizzato fino a gennaio, quando passa in prestito al Cesena, con cui retrocede in Serie C1. Nella stagione successiva, dopo una sola presenza, passa in prestito al Cittadella, in Serie B: a causa di incomprensioni tattiche con il tecnico Ezio Glerean gioca solamente 4 partite, Rientrato a Verona, si trasferisce definitivamente alla Pistoiese, pure in Serie B, rimanendovi per una stagione.
La sua carriera è poi proseguita in Serie C1 e C2 con le maglie di Carrarese, Pro Patria e Monza, dove rimane per due stagioni, finendo fuori rosa per gran parte della seconda. Conclude la carriera tra i dilettanti, con le maglie di Castellana e Volta Calcio, in Eccellenza.

#### Nazionale
In gioventù ha anche ottenuto due convocazioni ed una presenza in Nazionale Under 21.

### Allenatore
Nella stagione 2010-2011 ricopre l'incarico di vice allenatore del Rodengo Saiano al fianco di Paolo Rodolfi, lasciando l'incarico dopo l'esonero di quest'ultimo.
Dal 17 dicembre 2013 subentra alla guida del Castegnato, club bresciano militante nel campionato di Eccellenza. Vi rimane fino all'estate 2016, quando passa sulla panchina dell'Adrense sempre in Eccellenza. Si dimette nel novembre dello stesso anno, sostituito da Sergio Volpi.
Il 23 maggio 2019 si accorda con il Castiglione ; viene successivamente sollevato dall'incarico a novembre, sostituito da Ivan Pelati.

## Palmarès

### Calciatore

#### Competizioni nazionali
- Campionato italiano di Serie B: 2

Brescia: 1991-1992
Verona: 1998-1999

#### Competizioni internazionali
- Coppa Anglo-Italiana: 1

Brescia: 1993-1994